# Марлин, Лене
Лене Марлин (норв. Lene Marlin, родилась 17 августа 1980 года в Тромсё, Норвегия) — норвежская поп-певица и автор песен.

## Карьера
Первоначально Марлин записывала песни собственного сочинения для друзей и родственников. Летом 1997 года NRK, крупнейшая радиостанция Норвегии, получила кассету с записями песен в её исполнении, что и послужило началом карьеры для исполнительницы.
12 октября 1998 года в свет вышел первый сингл Марлин — Unforgivable Sinner, который сразу же взлетел на вершину норвежских чартов, продержавшись там 8 недель. Сингл стал также самым быстро раскупаемым в истории Норвегии.
Второй сингл Марлин Sitting down here стал хитом во многих странах Европы. Первый альбом певицы «Playing My Game» разошёлся мировым тиражом около 2,5 млн экземпляров, достигнув в нескольких европейских странах статуса платинового. Простой стиль Лене Марлин, тексты её песен, затрагивающие жизнь каждого человека, и лёгкая музыка сделали её имя известным. В 1999 году на церемонии награждения MTV Марлин получила приз как лучший скандинавский исполнитель.
После бурного начала карьеры в творчестве певицы произошла пауза, продолжавшаяся до 2003 года, когда в свет вышел её второй альбом, «Another Day». Первый сингл с нового альбома «You Weren’t There» занял первые места в чартах Норвегии и Италии, был также тепло встречен другими жителями континента. Однако повторить успех своего дебютного альбома Марлин не удалось: продажи второго альбома достигли только одномиллионной отметки.
В 2005 году Марлин выпустила свой третий альбом «Lost In A Moment», первым синглом с которого стала песня «How would it be».
В 2009 году вышел четвёртый альбом «Twist the Truth»
Лене является соавтором песни «Good Girl Gone Bad» певицы Рианны.

## Личная жизнь
В июне 2020 года Марлин объявила в Instagram, что ждёт ребёнка от своего бойфренда Каре Конради. В октябре у них родилась дочь.

## Дискография
Альбомы
- Playing My Game (1999) — мировой тираж составил 2,5 млн копий.
- Another Day + DVD (2003) — мировой тираж 1 млн копий.
- Lost in a Moment (2005) — мировой тираж 0,5 млн копий.
- Twist the Truth (2009)

Синглы
| Год  | Сингл                 | Позиции в чартах | Позиции в чартах | Позиции в чартах    | Позиции в чартах | Позиции в чартах | Позиции в чартах | Альбом           |
| Год  | Сингл                 | Флаг Италии      | Флаг Норвегии    | Флаг Великобритании | Флаг Японии      | Флаг Германии    | Флаг Франции     | Альбом           |
| ---- | --------------------- | ---------------- | ---------------- | ------------------- | ---------------- | ---------------- | ---------------- | ---------------- |
| 1998 | «Unforgivable Sinner» | 1                | 1                | 13                  | 1                | -                | -                | Playing My Game  |
| 1998 | «Sitting Down Here»   | 5                | 2                | 5                   | -                | 57               | -                | Playing My Game  |
| 1998 | «Where I’m Headed»    | 1                | 1                | 31                  | -                | -                | 1                | Playing My Game  |
| 2003 | «You Weren’t There»   | 1                | 1                | 59                  | -                | -                | -                | Another Day      |
| 2003 | «Another Day»         | 5                | 8                | -                   | -                | -                | -                | Another Day      |
| 2003 | «Sorry»               | 40               | -                | -                   | -                | -                | -                | Another Day      |
| 2005 | «How Would It Be»     | 16               | 11               | -                   | -                | -                | -                | Lost In A Moment |
| 2005 | «What If»             | 39               | -                | -                   | -                | -                | -                | Lost In A Moment |